# English Bazar
English Bazar (o Ingraj Bazar) è una suddivisione dell'India, classificata come municipality, di 161.448 abitanti, capoluogo del distretto di Malda, nello stato federato del Bengala Occidentale. In base al numero di abitanti la città rientra nella classe I (da 100.000 persone in su).

## Geografia fisica
La città è situata a 25° 0' 0 N e 88° 9' 0 E e ha un'altitudine di 16 m s.l.m..

## Società

### Evoluzione demografica
Al censimento del 2001 la popolazione di English Bazar assommava a 161.448 persone, delle quali 82.932 maschi e 78.516 femmine. I bambini di età inferiore o uguale ai sei anni assommavano a 16.515, dei quali 8.606 maschi e 7.909 femmine. Infine, coloro che erano in grado di saper almeno leggere e scrivere erano 120.404, dei quali 64.916 maschi e 55.488 femmine.